# أحمد سعيد الكاظمي
أحمد سعيد الكاظمي (1322 - 1406 هـ / 1913 - 1986 م) هو متصوف وعالم مسلم.
هو أحمد بن محمد مختار الكاظمي (نسبة إلى موسى الكاظم) الملقب بغزالي الزمان. ولد في أمروهة (من أعمال مراد آباد). كان له دور في حركة باكستان ودرّس الحديث بالجامعة الإسلامية في هاول فور.
له بعض المقالات والمحاضرات، جمعت وطبعت في ثلاث مجلدات وكلها بالأردية.